# Ульяновский сельсовет (Георгиевский район)
Улья́новский сельсове́т — упразднённое сельское поселение в составе Георгиевского района Ставропольского края Российской Федерации.
Административный центр - посёлок Новоульяновский.

## География
Находится в северной части Георгиевского района.

## История
1 июня 2017 года городской округ город Георгиевск и все муниципальные образования Георгиевского района были объединены в Георгиевский городской округ.

## Население
| 1989  | 2002  | 2010  | 2011  | 2012  | 2013  | 2014  | 2015  | 2016  |
| ----- | ----- | ----- | ----- | ----- | ----- | ----- | ----- | ----- |
| 2328  | ↗2752 | ↘2482 | ↘2481 | ↘2458 | ↗2460 | ↘2430 | ↘2381 | ↗2392 |
| 2017  |       |       |       |       |       |       |       |       |
| ↘2350 |       |       |       |       |       |       |       |       |

### Национальный состав
По итогам переписи населения 2010 года на территории поселения проживали следующие национальности (национальности менее 1 %, см. в сноске к строке «Другие»):
| Национальность | Численность | Процент |
| -------------- | ----------- | ------- |
| Русские        | 1586        | 63,90   |
| Агулы          | 383         | 15,43   |
| Лезгины        | 104         | 4,19    |
| Армяне         | 87          | 3,51    |
| Азербайджанцы  | 76          | 3,06    |
| Даргинцы       | 75          | 3,02    |
| Другие         | 171         | 6,89    |
| Итого          | 2482        | 100,00  |

## Состав поселения
До упразднения Ульяновского сельсовета в состав его территории входили 2 населённых пункта:
| № | Населённый пункт | Тип населённого пункта          | Население |
| - | ---------------- | ------------------------------- | --------- |
| 1 | Новоульяновский  | посёлок, административный центр | ↗1900     |
| 2 | Ульяновка        | посёлок                         | ↗500      |

## Местное самоуправление
- Совет депутатов сельского поселения Ульяновский сельсовет (состоял из 11 депутатов, избираемых на муниципальных выборах по одномандатным избирательным округам сроком на 5 лет)
- Администрация сельского поселения Ульяновский сельсовет

Председатели совета депутатов
- Боровиков Василий Васильевич

Главы администрации
- Ширяев Николай Владимирович
- Боровиков Василий Васильевич, глава поселения[17]

## Инфраструктура
- Новоульяновский сельский Дом культуры
- Дагестанская национально-культурная автономия «ВАТАН»[18]

## Образование
- Детский сад № 9 «Алёнка»
- Средняя общеобразовательная школа № 25

## Религия
- Действующая церковь Пророка Божия Илии

## Памятники
- Братская могила советских воинов, погибших в годы Великой Отечественной войны. 1942—1943, 1947 года[19]
- Братская могила воинов советской армии, погибших в период Великой Отечественной войны. 1956 год[20]
- Могила чабанов-ветеранов совхоза «Ульяновский»[21]
- Братская могила советских воинов, погибших в борьбе с фашистами[22]